# Oldřich Machat
Oldřich Machat (21. září 1903 Židenice – 1. března 1994 Brno) byl český fotbalový brankář a československý amatérský reprezentant.

## Rodina
Jeho dcerami jsou jednovaječná dvojčata Hana (provdaná Bogušovská, od roku 1976 Bubníková) a Jiřina (provdaná Langová) – moderní gymnastky a zároveň sólistky baletu Státního divadla v Brně. Jeho zetěm byl Vlastimil Bubník.

## Hráčská kariéra
Celou kariéru strávil v SK Židenice (1919–1933), za A-mužstvo odchytal celkem 304 utkání. V roce 1926 zvítězil s SK Židenice v amatérském mistrovství republiky.

### Reprezentace
Jednou nastoupil za amatérské reprezentační mužstvo Československa. Toto utkání se hrálo v pondělí 18. dubna 1927 v Amsterdamu a domácí nizozemská reprezentace je před zraky 20 000 diváků vyhrála 8:1 (poločas 4:0). Přes vysokou porážku podal velmi dobrý výkon.

### Amatérské mistrovství 1926
Do finále Amatérského mistrovství Československé republiky se probojovala mužstva SK Židenice a SK Sparta Košíře. Finálové utkání se hrálo v neděli 14. listopadu 1926 na stadionu Viktorie Žižkov a před 8 000 diváky je řídil sudí Plecitý.
SK Židenice – SK Sparta Košíře 6:5 (3:1)

Branky: 12., 70. (PK) a 79. (PK) Jan Novák, 6. a 51. Janhuber, 12. Josef Smolka – 29., 60. a 67. (PK) Tichý, 75. Vrba I, 90. Škába II.
SK Židenice: Machat – Doležal, Holas – Šádek, Kačerovský, J. Vidlák – Janhuber, Jan Smolka, Jan Novák, Josef Smolka, Lelek.

SK Sparta Košíře: Beneš – A. Novák, Rulf – Vrba II, Hrom, Škába II – Tichý, Škába I, Vlček, Vrba I, Vondra.